# Michel Delville
Pour les articles homonymes, voir Delville.
 (novembre 2013).
Michel Delville, né à Rocourt (Liège) le 30 avril 1969, est un enseignant, chercheur, musicien et écrivain belge, né d'un père belge et d'une mère italienne.

## Biographie
Delville enseigne la littérature et la littérature comparée à l'Université de Liège, où il dirige le Centre interdisciplinaire de Poétique appliquée. Il a publié des ouvrages relatifs à la littérature, aux arts visuels, à la musique et, plus généralement, aux études transversales et interdisciplinaires dans le domaine des sciences humaines (voir la bibliographie sélective reprise ci-dessous). Il a reçu les prix et distinctions suivants pour son travail scientifique: le 1998 SAMLA Book Award, le Choice Outstanding Book Award, le Prix Léon Guérin, le 2001 Alumni Award of the Belgian American Educational Foundation,, et le Prix Wernaers 2009 pour la recherche et la diffusion des connaissances,.
Delville compose de la musique jazz, rock et électronique depuis la fin des années 1980. Son principal groupe, The Wrong Object, fondé en 2001, a sept albums à son actif.
Le premier album de son trio douBt (2010-), Never Pet a Burning Dog, bénéficie de la collaboration de Richard Sinclair à la basse et au chant. En 2010, Delville crée Comicoperando, hommage à la musique de Robert Wyatt, aux côtés de Dagmar Krause, Richard Sinclair, Annie Whitehead, Gilad Atzmon, Alex Maguire, Chris Cutler, John Edwards et Cristiano Calcagnile. Delville a été un temps membre du collectif international 48 Cameras.
Il crée le duo Machine Mass avec Tony Bianco ; en 2012, Machine Mass accueille en son sein Dave Liebman.

## Discographie sélective
- Blutchings (Daniel Denis/Antoine Guenet/Michel Delville), Blutchings (Sub Rosa, 2026)
- Eclectic Maybe Band, Cosmic Light Clusters (Discus, 2025)
- The Wrong Object, In and Outflown Tapes (Off, 2024)
- Eclectic Maybe Band, Bars Without Measures (Discus, 2023)
- Machine Mass Sextet, Intrusion (Off/MoonJune, 2021)
- The Wrong Object, Into the Herd (Off/MoonJune, 2019)
- The Gödel Codex, Oak (Off/MoonJune, 2019)
- Eclectic Maybe Band, Reflection in a Moebius Ring Mirror (Discus, 2019)
- Dominique Vantomme w. Tony Levin/Michel Delville/Maxime Lenssens, Vegir (MoonJune, 2018)
- The Wrong Object, Zappa Jawaka (Off, 2018)
- Eclectic Maybe Band (Joe Higham, Michel Delville, Catherine Smet, Guy Segers, Dirk Wachterlaer) (Discus, 2018)
- Machine Mass Plays Hendrix (MoonJune, 2017)
- Machine Mass feat. Dave Liebman, Inti (MoonJune, 2014)
- The Wrong Object, After the Exhibition (MoonJune, 2013)
- Robin Rimbaud/48Cameras, We Could Bring You Silk in May (Interzone, 2013)
- NichelOdeon, Bath Salts (Lizard Rec/Den Rec, 2013)
- Comicoperando (Krause/Mantler/Whitehead/Delville/Edwards/Cutler), Live at the Bimhuis (promo CD, ExB, 2012)
- douBt (Alex Maguire/Michel Delville/Tony Bianco), Mercy, Pity, Peace and Love (MoonJune Records, 2012)
- 48 Cameras, Right North, she said ... (Interzone, 2012)
- Machine Mass Trio, As Real as Thinking (Tony Bianco/Michel Delville/Jordi Grognard) (MoonJune Records, 2011)
- PaNoPTiCoN, Live @ El Negocito (After-Z Productions, 2011)
- douBt (Alex Maguire/Michel Delville/Tony Bianco feat. Richard Sinclair), Never Pet a Burning Dog (MoonJune Records, 2010)
- PaNoPTiCoN, Summer Madness (After-Z Productions, 2010)
- The Wrong Object feat. Stanley Jason Zappa and Nick Shrowaczewski, Live at Zappanale 2008 (Fazzul Music, 2009)
- PaNoPTiCoN, Dusk of the New World (After-Z Productions, 2009)
- PaNoPTiCoN, Dawn of the New World (After-Z Productions, 2009)
- Trank Zappa Grappa in Varèse, TZGIV Play Zappa (Fazzul Music, 2009)
- Alex Maguire Sextet, Brewed in Belgium (MoonJune Records, 2008)
- The Wrong Object, Stories from the Shed (MoonJune Records, January 2008)
- PaNoPTiCoN, Live at L'An Vert (After-Z Productions, 2008)
- Trank Zappa Grappa in Varèse, More Light (Fazzul Music, 2007)
- The Wrong Object, Platform One (Voiceprint, 2007) feat. Harry Beckett and Annie Whitehead
- Elton Dean & The Wrong Object, The Unbelievable Truth (MoonJune Records, 2006)